# Cifrul Vigenère

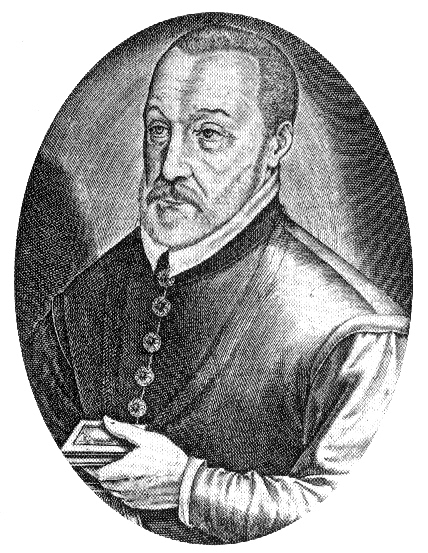
Cifrul Vigenère este numit după Blaise de Vigenère, deși Giovan Batista Belaso inventase primul acest cifru. Vigenère a inventat însă un cifru cu autocheie mai puternic.

Cifrul Vigenère este o metodă de criptare care folosește o serie de cifruri Cezar diferite bazate pe literele unui cuvânt-cheie. Este o formă simplă de substituție polialfabetică.
Cifrul Vigenère a fost reinventat de multe ori. Metoda a fost descrisă inițial de către Giovan Batista Belaso în 1553, în cartea sa La cifra del. Sig. Giovan Batista Belaso; totuși, schema a fost atribuită greșit mai târziu lui Blaise de Vigenère în secolul al XIX-lea, și este cunoscută acum ca "cifrul Vigenère".
Acest cifru este cunoscut deoarece deși este ușor de înțeles și implementat, pare pentru începători imposibil de spart; acestui fapt i se datorează descrierea le chiffre indéchiffrable (franceză, "cifrul indescifrabil"). În consecință, mulți oameni au încercat să implementeze scheme de criptare care sunt, esențialmente, cifruri Vigenère, doar ca să fie sparte.